# Ruda Talubska (gromada)
Ruda Talubska – dawna gromada, czyli najmniejsza jednostka podziału terytorialnego Polskiej Rzeczypospolitej Ludowej w latach 1954–1972.
Gromady, z gromadzkimi radami narodowymi (GRN) jako organami władzy najniższego stopnia na wsi, funkcjonowały od reformy reorganizującej administrację wiejską przeprowadzonej jesienią 1954 do momentu ich zniesienia z dniem 1 stycznia 1973, tym samym wypierając organizację gminną w latach 1954–1972.
Gromadę Ruda Talubska z siedzibą GRN w Rudzie Talubskiej utworzono – jako jedną z 8759 gromad na obszarze Polski – w powiecie garwolińskim w woj. warszawskim, na mocy uchwały nr VI/10/2/54 WRN w Warszawie z dnia 5 października 1954. W skład jednostki weszły obszary dotychczasowych gromad Czyszczówek, Górki, Lucin, Ruda Talubska, Taluba i Zakącie ze zniesionej gminy Górzno w tymże powiecie. Dla gromady ustalono 18 członków gromadzkiej rady narodowej.
1 stycznia 1958 do gromady Ruda Talubska przyłączono wsie Wola Rowska Nowa, Wola Rowska Stara i Rowy oraz kolonie Polesie Rowskie, Polesie Rowskie A, Polesie Rowskie B i Rowy D ze zniesionej gromady Kobyla Wola oraz wsie Sulbiny Dolne i Sulbiny Górne oraz kolonie Sulbiny Dolne A, Sulbiny Górne C i Sulbiny Górne nr 11, 12, 13 i 51 ze zniesionej gromady Sulbiny w tymże powiecie.
31 grudnia 1959 z gromady Ruda Talubska wyłączono wieś Zakącie, włączając ją do znoszonej Rębków w tymże powiecie.
Gromada przetrwała do końca 1972 roku, czyli do kolejnej reformy gminnej.
Zobacz też: gmina Ruda Talubska.